# Negasso Gidada
Negasso Gidada, född 8 september 1943 i Dembidolo i Etiopien, död 27 april 2019 i Tyskland, var en etiopisk politiker. Han var informationsminister i den övergångsregering som bildades efter Mengistu Haile Mariams fall, och var Etiopiens president från 1995 till 2001. Gidada tillhörde oromofolket.